# North American Soccer League 2011
North American Soccer League w roku 2011 był pierwszym sezonem tych rozgrywek. Mistrzem NASL został klub Minnesota United, natomiast wicemistrzem Fort Lauderdale Strikers.

## Sezon zasadniczy
| #  | Drużyna                  | M  | Z  | R  | P  | Bramki | Punkty | Uwagi                  |
| -- | ------------------------ | -- | -- | -- | -- | ------ | ------ | ---------------------- |
| 1. | Carolina RailHawks       | 28 | 17 | 3  | 8  | 50:26  | 54     | Play Off - Półfinał    |
| 2. | Puerto Rico Islanders    | 28 | 15 | 7  | 6  | 41:32  | 52     | Play Off - Półfinał    |
| 3. | Tampa Bay Rowdies        | 28 | 11 | 8  | 9  | 41:36  | 41     | Play Off - Ćwierćfinał |
| 4. | Fort Lauderdale Strikers | 28 | 9  | 11 | 8  | 35:36  | 38     | Play Off - Ćwierćfinał |
| 5. | FC Edmonton              | 28 | 10 | 6  | 12 | 35:40  | 36     | Play Off - Ćwierćfinał |
| 6. | Minnesota United         | 28 | 9  | 9  | 10 | 30:32  | 36     | Play Off - Ćwierćfinał |
| 7. | Montreal Impact          | 28 | 9  | 8  | 11 | 35:27  | 35     |                        |
| 8. | Atlanta Silverbacks      | 28 | 4  | 4  | 20 | 25:63  | 16     |                        |

Aktualne na 14 kwietnia 2018. Źródło:
Zasady ustalania kolejności: 1. liczba zdobytych punktów; 2. liczba zdobytych punktów bezpośrednich; 3. różnica zdobytych bramek; 4. większa liczba zdobytych bramek.

## Play Off

### Ćwierćfinał
| 2 października 2011 | Tampa Bay Rowdies | 0:1raport | Minnesota United |  |
|                     |                   |           |                  |  |

| 2 października 2011 | Fort Lauderdale Strikers | 5:0raport | FC Edmonton |  |
|                     |                          |           |             |  |

### Półfinał

#### Para nr 1
| 9 października 2011 | Minnesota United | 1:0raport | Carolina RailHawks |  |
|                     |                  |           |                    |  |

| 16 października 2011 | Carolina RailHawks | 4:3 k. 3:5raport | Minnesota United |  |
|                      |                    |                  |                  |  |

W dwumeczu padł remis 4:4. O awansie zdecydował konkurs rzutów karnych który wygrało Minnesota United wynikiem 5:3.

#### Para nr 2
| 9 października 2011 | Puerto Rico Islanders | 1:3raport | Fort Lauderdale Strikers |  |
|                     |                       |           |                          |  |

| 16 października 2011 | Fort Lauderdale Strikers | 2:1raport | Puerto Rico Islanders |  |
|                      |                          |           |                       |  |

Dwumecz wygrało Fort Lauderdale Strikers wynikiem 5:2.

### Finał
| 23 października 2011 | Minnesota United | 3:1raport | Fort Lauderdale Strikers |  |
|                      |                  |           |                          |  |

| 30 października 2011 | Fort Lauderdale Strikers | 0:0raport | Minnesota United |  |
|                      |                          |           |                  |  |

Dwumecz wygrało Minnesota United wynikiem 3:1.